# Dallas Mavericks 2003-2004
La stagione 2003-2004 dei Dallas Mavericks fu la 24ª nella NBA per la franchigia.
I Dallas Mavericks arrivarono terzi nella Midwest Division della Western Conference con un record di 52-30. Nei play-off persero al primo turno con i Sacramento Kings (4-1).

## Risultati
| Squadra                | V  | P  | PCT  | GB |
| ---------------------- | -- | -- | ---- | -- |
| Minnesota Timberwolves | 58 | 24 | 70,7 | -  |
| San Antonio Spurs      | 57 | 25 | 69,5 | 1  |
| Dallas Mavericks       | 52 | 30 | 63,4 | 6  |
| Memphis Grizzlies      | 50 | 32 | 61,0 | 8  |
| Houston Rockets        | 45 | 37 | 54,9 | 13 |
| Denver Nuggets         | 43 | 39 | 52,4 | 15 |
| Utah Jazz              | 42 | 40 | 51,2 | 16 |

## Roster
| N° | Naz.                   | Ruolo | Sportivo        | Anno | Alt. | Peso |
| -- | ---------------------- | ----- | --------------- | ---- | ---- | ---- |
| 3  | Stati Uniti (bandiera) | G     | Travis Best     | 1972 | 180  | 83   |
| 4  | Stati Uniti (bandiera) | GA    | Michael Finley  | 1973 | 201  | 98   |
| 5  | Stati Uniti (bandiera) | GA    | Josh Howard     | 1980 | 201  | 95   |
| 6  | Stati Uniti (bandiera) | GA    | Marquis Daniels | 1981 | 198  | 91   |
| 7  | Stati Uniti (bandiera) | G     | Tony Delk       | 1974 | 185  | 86   |
| 8  | Stati Uniti (bandiera) | A     | Antoine Walker  | 1976 | 203  | 102  |
| 13 | Canada (bandiera)      | G     | Steve Nash      | 1974 | 191  | 88   |
| 14 | Messico (bandiera)     | A     | Eduardo Nájera  | 1976 | 203  | 109  |
| 21 | Stati Uniti (bandiera) | A     | Danny Fortson   | 1976 | 201  | 118  |
| 33 | Stati Uniti (bandiera) | A     | Antawn Jamison  | 1976 | 203  | 101  |
| 34 | Senegal (bandiera)     | C     | Mamadou N'Diaye | 1975 | 213  | 116  |
| 41 | Germania (bandiera)    | A     | Dirk Nowitzki   | 1978 | 213  | 108  |
| 42 | Stati Uniti (bandiera) | AC    | Scott Williams  | 1968 | 208  | 104  |
| 44 | Stati Uniti (bandiera) | C     | Shawn Bradley   | 1972 | 229  | 107  |

## Staff tecnico
- Allenatore: Don Nelson
- Vice-allenatori: Del Harris, Larry Riley, Charlie Parker, Rolando Blackman
- Vice-allenatore per lo sviluppo dei giocatori: Brad Davis
- Preparatore atletico: Roger Hinds
- Assistente preparatore: Steve Smith
- Preparatore fisico: Robert Hackett